# Лажуа, Джон
Джо́натан «Джон» Лажуа́ (Jonathan «Jon» Lajoie; 21 августа 1980 года, Монреаль, Квебек, Канада) — канадский комик, актёр, рэпер
, музыкант, певец, автор-исполнитель, получивший в англоязычном мире известность после появления на его канале YouTube «JonLajoie» юмористических песен и скетчей. Лажуа снимался в фильме «Типа копы», также известен ролью Тако МакАртура в комедийном сериале The League.

## Ранняя жизнь
Лажуа родился в Лонгёй, Квебек, Канада и вырос в пригороде Монреаля South Shore. Его отец квебекец, а мать англо-канадского происхождения. Он был третьим ребёнком из девяти в семье.

## Краткая биография
Джон Лажуа закончил в 2002 году курс актерского мастерства в Доусон Колледж в Квебеке. После этого некоторое время проработал на радио, озвучивая героя мыльной оперы.

## Слава в Интернете
В июне 2007 года Джон начал записывать и выкладывать свои скетчи на YouTube и другие видеохостинги. Первая популярность пришла к нему после публикации ролика «Everyday Normal Guy», в котором он в иронической форме подшучивал над гангста-рэпом. Позже он выложил на ресурсы и другие ролики, позже ставшие хитами (многие набрали несколько десятков миллионов просмотров): 2 Girls 1 Cup, Sunday Afternoon, High as Fuck и Show Me Your Genitals. Последний крайне цинично высмеивал стереотипные патриархальные отношения полов и культуру мачо. Ролик произвел настолько широкий резонанс и обрел такую популярность (73 миллиона просмотров), что Джон Лажуа позже выпустил его продолжение, ещё более наполненное жестким юмором «ниже пояса». Но все же основной темой для шуток канадского комика остается повседневная жизнь рядовых членов общества: отцов, вынужденных следить за детьми, неудачи в отношениях с девушками и многих других.
Другое направление в видеороликах Джона Лажуа — это пародии на рекламные ролики, в которых он зачастую рассказывает о совершенно бесполезных или немного шокирующих вещах.

## Дискография
- You Want Some Of This? (2009)

Список песен:
1. Everyday Normal Guy
2. Too Fast
3. I Don’t Understand
4. Show Me Your Genitals
5. High as Fuck
6. Pop Song
7. Song for Britney
8. The Phone Call
9. Everyday Normal Guy 2
10. Sunday Afternoon
11. Stay at Home Dad
12. Potty Training Song
13. Show Me Your Genitals 2: E=MC Vagina
14. Cold Blooded Christmas
15. 2 Girls 1 Cup Song
16. Everyday Normal Crew
17. Why Did You Leave Me

- I Kill People (2010)

Список песен:
1. I Kill People
2. Listening to My Penis
3. WTF Collective
4. The Birthday Song
5. Michael Jackson Is Dead
6. Alone In the Universe
7. I Can Dance
8. Slightly Irresponsible
9. Nine to Five
10. Chatroulette Song
11. In Different Ways
12. Mel Gibson’s Love Song
13. WTF Collective 2
14. Very Super Famous
15. Radio Friendly Song
16. The Best Song
17. Osama Is Dead
18. F*ck Everything
19. The Best Christmas Song
20. WTF Collective 3
21. Merry Christmas Exclamation Point
22. Please Use This Song